# 해남 죽음사 영모재
해남 죽음사 영모재(海南 竹陰祠 永慕齋)는 대한민국 전라남도 해남군 죽음사에 있는 재실(齋室)이다. 2013년 8월 1일 해남군의 향토문화유산 제23호로 지정되었다.

## 죽음사
죽음사는 청재 박심문(淸濟 朴心問, 1408-1456)의 위패를 모시고 그의 충절을 기리기 위하여 마련된 재실이다. 박심문은 해남읍 수성리 미산사에 배향되었으나 후손들에 의해 1895년 현재의 사우로 옮겨 졌다. 박심문은 조선 세종대의 문관으로 단종이 폐위되자 퇴직하여 성삼문, 하위지 등과 교류하다가 명나라에 사신으로 다녀오는 길에 의주에서 사육신의 참사를 듣고 자결하였다. 1804년에 호조판서에 증직되고 1871년(고종8년)에 충정이라는 시호를 받았다.

## 건축
죽음사 영모재는 죽음사라는 사당에 제사를 모시기 위한 재실 건축으로 중앙에 3칸의 대청을 두어 제를 모시기 위한 준비공간으로 하였고 양측단부에 온돌방을 두어 생활공간으로 하는 남부지방 재실 건축의 전형적인 모습을 하고 있다.

## 주해
1. ↑  무덤이나 사당 옆에 제사를 지내기 위하여 지은 집